# Мирослав Гърчев
Мирослав Гърчев (на македонска литературна норма: Мирослав Грчев) е северномакедонски архитект и политик.

## Биография
Гърчев е роден през 1955 година в град Скопие. По произход е от Струмица. През 1979 завършва архитектура в Скопския университет. Защитава магистратура в Белград (1982) и докторат в Скопие (1988). Той е редовен професор по урбанистично проектиране и реконструкция в Архитектурния факултет на Скопския университет „Св. св. Кирил и Методий“.
Гърчев се смята за създател на дизайна на настоящето знаме на Северна Македония, официално прието през октомври 1995. Той е автор на подробния устройствен план на центъра на Скопие (1994, съвместно с Владко Коробар), архитект е на редица официални сгради, включително на посолството на Холандия и на резиденцията на американския посланик в Скопие. Рисува също карикатури и илюстрации.
Мирослав Гърчев е член на Социалдемократическия съюз на Македония, от 1996 до 2000 година е кмет на скопската община Център. След 2006 година той е изявен последователен критик на политиката на „антиквизация“ и на проекта „Скопие 2014“, провеждани от правителствата на ВМРО-ДПМНЕ.
Гърчев открито заявява, че македонската държава е създадена по изкуствен път в рамките на Югославия в края на Втората световна война и в нея е еманципирана македонската нация, македонската култура, македонският език и всички македонски символи.